# Nymphon kensleyi
Nymphon kensleyi is een zeespin uit de familie Nymphonidae. De soort behoort tot het geslacht Nymphon. Nymphon kensleyi werd in 1988 voor het eerst wetenschappelijk beschreven door Child. 